# Joseph-Jean De Smet

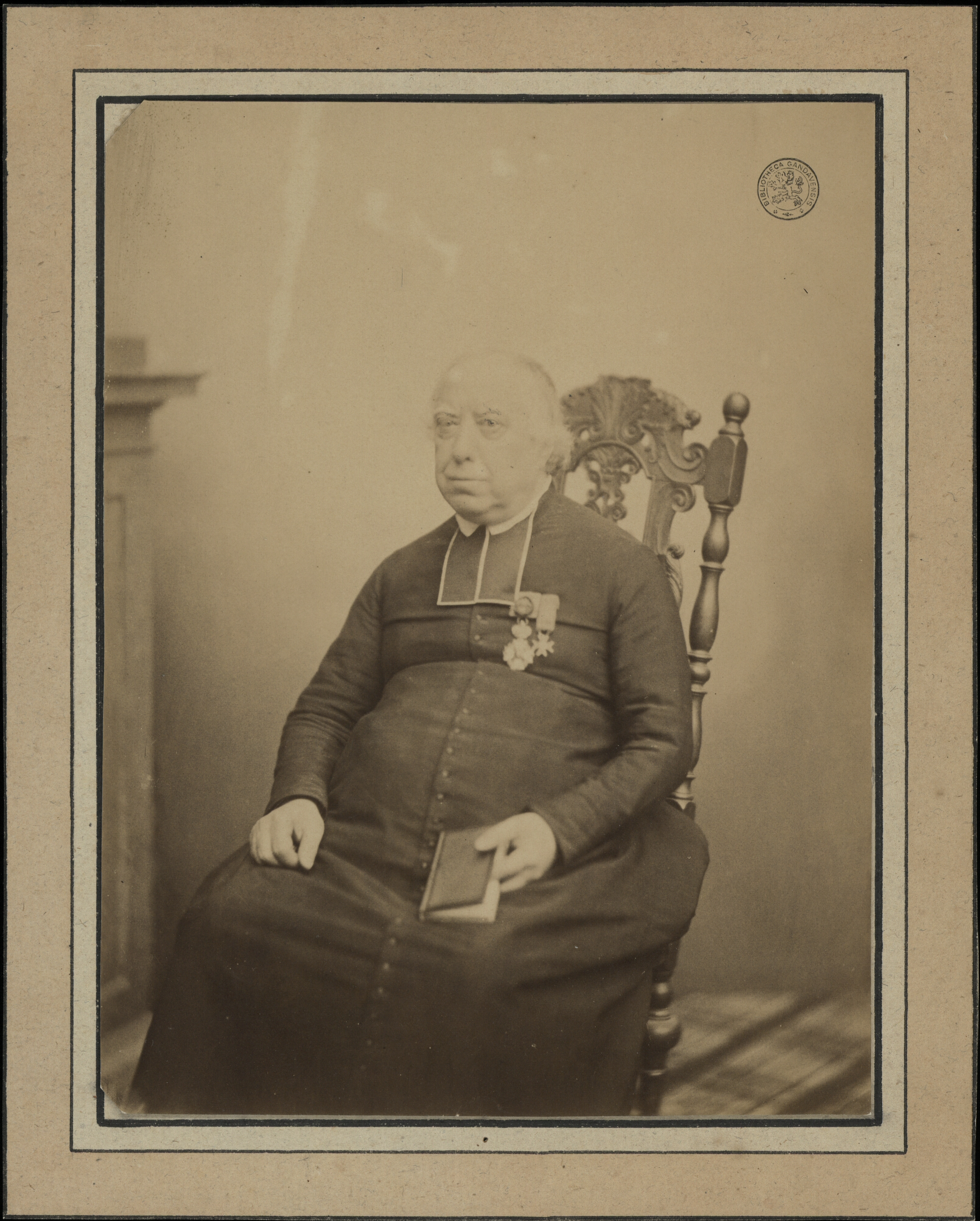
Joseph Jean De Smet

Joseph-Jean De Smet (* 11. Dezember 1794 in Gent; † 13. Februar 1877 ebenda) war ein katholischer Geistlicher, Historiker und Mitglied der Königlichen Akademie der Wissenschaften und Schönen Künste von Belgien sowie des Belgischen Nationalkongresses.

## Leben
Im Jahre 1819 empfing De Smet die Priesterweihe und wurde zum Lehrer für Rhetorik am Seminar von St. Barbara in seiner Heimatstadt Gent bestellt. Kurz darauf nahm er eine Lehrtätigkeit am Kolleg in Aalst auf, das bereits 1825 aus politischen Gründen geschlossen wurde. Das Königreich der Vereinigten Niederlande, zu dem das spätere Belgien bis 1830 gehörte, beanspruchte für sich ein Monopol auf Bildungseinrichtungen. Infolgedessen kritisierte De Smet immer öfter die Regierung und veröffentlichte Artikel in dem oppositionellen Nachrichtenmagazin Le Catholique des Pays-Bas, das von Adolphe Barthels herausgegeben wurde.
Zeit seines Lebens war De Smet politisch aktiv. Bereits 1822 veröffentlichte er sein Werk Geschiedenis van België (Geschichte von Belgien) in dem er öffentlich die Handlungen Wilhelm I. während des Spanisch-Niederländischen Krieges kritisierte. Nach der Belgischen Revolution von 1830 wurde er in den neugewählten Belgischen Nationalkongress berufen. Hier setzte der katholische Geistliche sich für eine konstitutionelle Monarchie in Belgien und für die Trennung von Kirche und Staat ein. Bei der Wahl des Protestanten Leopold I. zum ersten belgischen König enthielt er sich der Stimme.
Im Jahre 1831 wurde De Smet Professor für Kirchengeschichte am Seminar von Gent und Ehrenkanonikus in der St.-Bavo-Kathedrale. 1835 wurde De Smet in die Académie royale de Belgique (Koninklijke Academie van België) berufen. 1837 wurde er Mitglied der königlichen Kommission für Geschichte (Koninklijke Commissie voor geschiedenis).

## Werke
Nach der Belgischen Revolution erlangte De Smets Buch über die Geschichte Belgiens (Geschiedenis van België, 1822) Bekanntheit. Auf der Grundlage der Tagebücher des Genter Bischofs de Broglie, die dieser während der  Gefangenschaft auf der Insel Marguerite schrieb, verfasste De Smet 1836 das Werk Coup d'œil sur l’histoire ecclésiastique dans les premières années du XIXe siècle, et en particulier sur l'assemblée des évêques à Paris en 1811, d’après des documents authentiques et en partie inédits.
Sein Hauptwerk ist jedoch das Corpus chronicorum Flandriae, ein Kompendium zur Geschichte Flanderns,  das 1841 in Brüssel erschien. Hierin verarbeitete er die Kirchenchroniken von St. Bavo und Drongen und, neben anderen bis dahin unbekannten mittelalterlichen Chroniken, die Aufzeichnungen des Benediktinermönchs Gilles Li Muisis.